# Matthias Berger (Politiker)

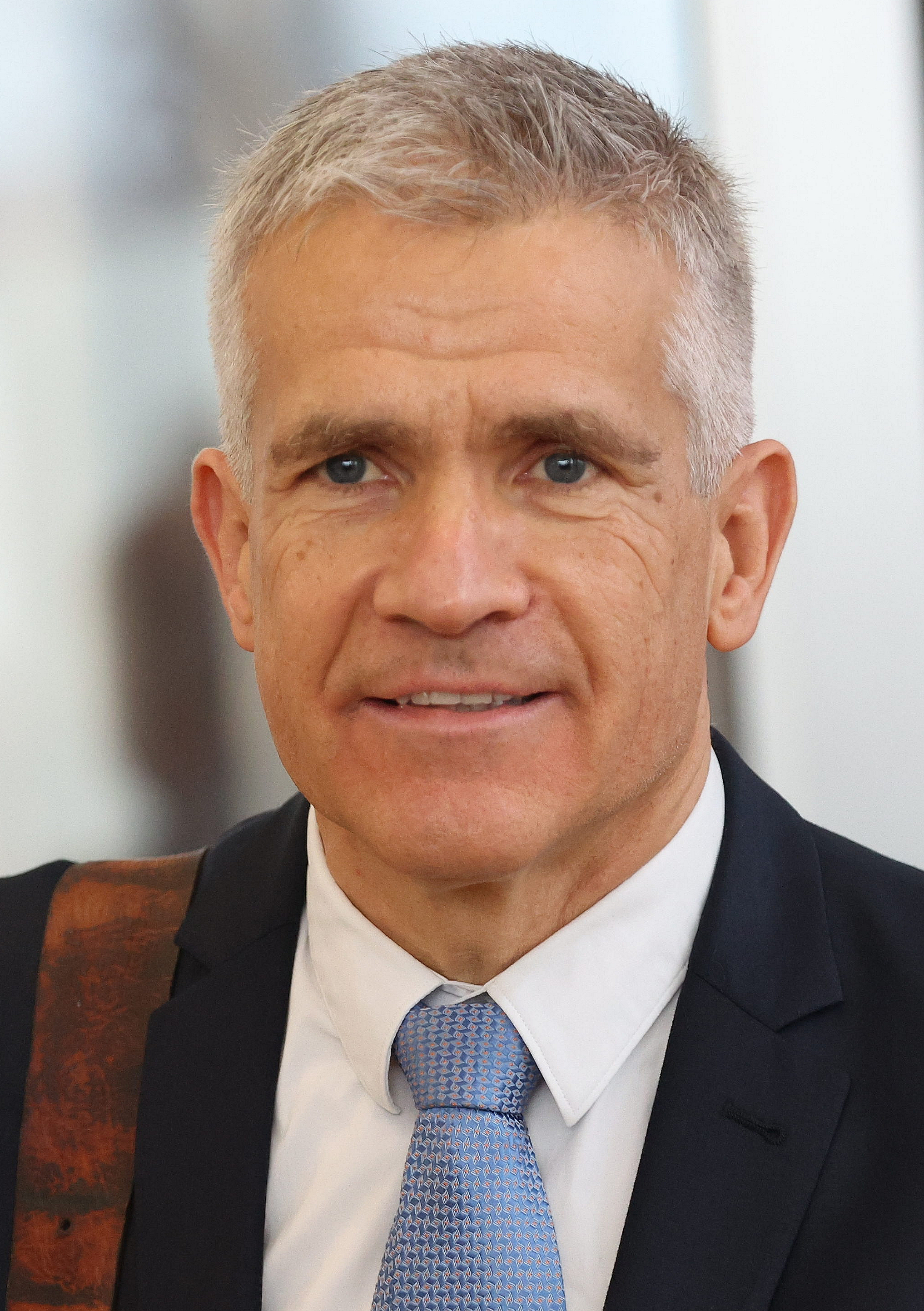
Matthias Berger (2024)

Matthias Berger (* 2. Januar 1968 in Grimma) ist ein deutscher Politiker (parteilos). Seit 2024 ist er Mitglied des Sächsischen Landtags. Zuvor war er von 2001 bis 2024 Bürgermeister bzw. Oberbürgermeister der Stadt Grimma. Berger erzielte bei der Landtagswahl in Sachsen 2024 als Direktkandidat der Freien Wähler im Wahlkreis Leipzig Land 3 die meisten Direktstimmen. Dabei war er auch landesweiter Spitzenkandidat dieser Partei.

## Beruf

### Rechtsanwalt
Matthias Berger ist Rechtsanwalt in einer Kanzlei in Grimma. Aufgrund seiner Wahlämter ruht seine anwaltliche Tätigkeit.

### Politiker
Am 10. Juni 2001 wurde Berger zum Bürgermeister von Grimma gewählt: Er bekam als parteiloser Kandidat und als Wahlvorschlag der CDU 57,6 Prozent der Wählerstimmen. Ein Jahr später wurde Berger mit seinem Kampf gegen die Auswirkungen der „Jahrhundertflut“ für seine Stadt überregional bekannt. Am 8. Juni 2008 erhielt Berger bei der Oberbürgermeister-Wahl 98,2 Prozent der Wählerstimmen. Am 7. Juni 2015 wurde er mit fast 90 Prozent der Wählerstimmen wiedergewählt. 2019 ließ er eine Veranstaltung mit Björn Höcke (AfD) im Rathaus zu. Am 12. Juni 2022 wurde er mit 85,9 Prozent erneut im Amt bestätigt.
Zusammen mit Antje Hermenau engagierte sich Berger ab Herbst 2018 für die Freie-Wähler-nahe „Bürgerbewegung für Sachsen“, eine nach eigenen Angaben politische „Sammlungsbewegung der Mitte“.
Am 1. Dezember 2023 wurde er einstimmig zum Spitzenkandidaten der Landesvereinigung der Freien Wähler Sachsen für die Landtagswahl am 1. September 2024 nominiert. Berger stellte sich zudem im Wahlkreis Leipzig Land 3 als Direktkandidat der Freien Wähler zur Wahl, auch im Hinblick auf die sächsische Grundmandatsklausel, die einen Parlamentseinzug einer Partei nach Zweitstimmenanteil bedeutet, falls zwei Direktmandate gewonnen wurden. Berger behielt sich aber öffentlich vor, das Mandat in dem Falle, dass nur er ein Mandat für die Freien Wähler erhält, dieses nicht anzunehmen, da die Ausübung beider Ämter zugleich nicht möglich ist. Trotz seiner Spitzenkandidatur für die Freien Wähler blieb Berger parteilos.
Berger erhielt mit 36,6 % die meisten Erststimmen im Wahlkreis. Er zögerte zunächst, das Direktmandat anzunehmen, da er als einzelner Landtagsabgeordneter der Freien Wähler möglicherweise „nicht viel bewirken“ könne. Am 13. September 2024 gab er bekannt, das Mandat anzunehmen und als Bürgermeister zurückzutreten, und begründete dies mit der Möglichkeit des Erreichens einer Sperrminorität durch sein Mandat. Zum 1. Oktober 2024 legte er das Oberbürgermeisteramt nieder.
Am 18. Dezember 2024 kandidierte er bei der Wahl des Ministerpräsidenten des Freistaates Sachsen durch den Sächsischen Landtag, unterlag jedoch Amtsinhaber Michael Kretschmer. Im zweiten Wahlgang hatten zahlreiche Abgeordnete der Fraktion der AfD nicht für ihren eigenen Kandidaten Jörg Urban, sondern für Berger gestimmt.
Im Landtag arbeitet Berger auch mit der AfD zusammen, trotz eines Parteitagsbeschlusses der Freien Wähler, der jegliche Kooperation ausschließt. Dies führte zu einem Konflikt zwischen der Bundespartei und Berger, wobei dieser vom Landesverband Sachsen der Freien Wähler Unterstützung erhält.

## Privat
Berger ist verheiratet und hat zwei Kinder.